# Paradoxoglanis
Paradoxoglanis (Карликовий електричний сом) — рід риб родини Електричні соми ряду сомоподібні. Має 3 види. Інша назва «конголезький електричний сом». Наукова назва походить від грецьких слів glanis, тобто «сом», та paradoxos — «дивний», «всупереч очікуванням».

## Опис
Загальна довжина представників цього роду коливається від 11,9 до 16,9 см. Голова велика, широка, морда округла. Очі маленькі. Має 3 пари вусів. Тулуб масивний, циліндричної форми. Скелет складається з 37—45 хребців. Бічна лінія неповна, тягнеться від 28 до 50 % відстані від задньої частини тіла. Плавальний міхур складається з 3 подовжених задніх камер. Спинний плавець відсутній. Жировий плавець починається навпроти задньої частини анального плавця. Черевні плавці мають 4—6 м'яких променів. Анальний плавець помірно довгий, має від 8 до 12 м'яких променів. Хвостовий плавець невеличкої довжини.
Забарвлення коричневе або сірувате з доволі малою кількості темних цяток або чудернацькими малюнками на кінці хвостового стебла. Саме наявністю цих відміток насамперед різняться види. Також зазвичай присутня темна облямівка на грудних плавцях.

## Спосіб життя
Це демерсальні риби. Обирають прісні й прозорі водойми. Ведуть малорухливий спосіб життя. Вдень ховаються в укриттях. Активні у присмерку та вночі. Живляться комахами, ракоподібними, личинками, рослинною їжею, рідше невеличкими рибами.
Самиця відкладає доволі велику ікру розміром 73 мм.

## Розповсюдження
Мешкають у водоймах Демократичної республіки Конго — річках Кагала, Люкені, Тсуапа, Кумбінанімі, а також у невеличких річках середньої частини басейну річки Конго.

## Види
- Paradoxoglanis caudivittatus
- Paradoxoglanis cryptus
- Paradoxoglanis parvus